# Gran Premio d'Ungheria
Il Gran Premio d'Ungheria (Magyar Nagydíj) è una gara automobilistica disputatasi per la prima volta nel 1936 nel parco Népliget di Budapest; l'edizione fu vinta da Tazio Nuvolari. In seguito il Gran Premio non venne più disputato fino al 1986, anno in cui entrò nel calendario di Formula 1 (diventando all'epoca la prima gara del circus disputata in un Paese del blocco comunista), in cui è ancora presente, e viene corsa da allora sul circuito dell'Hungaroring, a Mogyoród, vicino a Budapest. 
La scuderia britannica McLaren, con tredici vittorie, è quella che vanta il maggior numero di successi su questo circuito, mentre Lewis Hamilton è il pilota che ha ottenuto il maggior numero di successi, otto, di pole position, nove, e di podi, dodici.

## Storia
Dopo l'unica edizione disputata nel 1936, il Gran Premio d'Ungheria entrò stabilmente nel calendario di Formula 1 a partire dalla stagione 1986. L'Ungheria fu il primo paese del blocco sovietico a ospitare un Gran Premio di Formula 1, nonostante all'inizio degli anni '80 si paventò l'idea di disputare una gara a Mosca.
L'ingresso della corsa in calendario fu fortemente voluta dallo stato ungherese per favorire la diffusione interna dell'automobilismo sportivo. All'inizio del 1986 iniziò quindi la costruzione di un nuovo circuito, noto come Hungaroring, nelle vicinanze di Mogyoród, che si concluse velocemente e in tempi tali da poter ospitare, nell'agosto dello stesso anno la prima edizione della corsa. Al suo esordio in calendario, l'evento ebbe un grande clamore mediatico con una presenza di pubblico di circa 200 000 spettatori e una delegazione ufficiale dell'URSS per osservarne l'organizzazione.
La prima edizione venne vinta da Nelson Piquet dopo un sorpasso ritenuto molto difficile sul connazionale Ayrton Senna nell'ultima parte di gara.
Nelle edizioni successive, il Gran Premio ha continuato a tenersi nel circuito dell'Hungaroring senza mai uscire dal calendario del Campionato mondiale di Formula 1, avendo tra l'altro un accordo valido fino al 2032. La pista ha subito solo leggere modifiche nel 1989 e nel 2003.
Ritenuto un Gran Premio poco spettacolare, in cui è molto difficile tentare il sorpasso, e di conseguenza è importante avere una buona strategia di gara, o partire dalla pole position, ha visto in passato anche gare ricche di colpi di scena, come la rimonta di Nigel Mansell nel 1989, che partito dalla dodicesima posizione vinse la gara, o l'edizione del 2006, movimentata dalla pioggia, che vide Jenson Button conquistare la sua prima vittoria in Formula 1. 
L'edizione del 2024 ha stabilito un record di 310 000 spettatori durante il weekend di gara, battendo il record precedente di 303 000 spettatori registrato nell'edizione del 2023.

## Albo d'oro
Lo sfondo rosa indica un evento non appartenente al Campionato mondiale di Formula 1.

Il circuito dell'Hungaroring.

| Anno        | Circuito      | Pilota             | Vettura             | Resoconto     |
| ----------- | ------------- | ------------------ | ------------------- | ------------- |
| 1936        | Népliget      | Tazio Nuvolari     | Alfa Romeo          | Resoconto     |
| 1937 - 1985 | Non disputato | Non disputato      | Non disputato       | Non disputato |
| 1986        | Hungaroring   | Nelson Piquet      | Williams-Honda      | Resoconto     |
| 1987        | Hungaroring   | Nelson Piquet      | Williams-Honda      | Resoconto     |
| 1988        | Hungaroring   | Ayrton Senna       | McLaren-Honda       | Resoconto     |
| 1989        | Hungaroring   | Nigel Mansell      | Ferrari             | Resoconto     |
| 1990        | Hungaroring   | Thierry Boutsen    | Williams-Renault    | Resoconto     |
| 1991        | Hungaroring   | Ayrton Senna       | McLaren-Honda       | Resoconto     |
| 1992        | Hungaroring   | Ayrton Senna       | McLaren-Honda       | Resoconto     |
| 1993        | Hungaroring   | Damon Hill         | Williams-Renault    | Resoconto     |
| 1994        | Hungaroring   | Michael Schumacher | Benetton-Ford       | Resoconto     |
| 1995        | Hungaroring   | Damon Hill         | Williams-Renault    | Resoconto     |
| 1996        | Hungaroring   | Jacques Villeneuve | Williams-Renault    | Resoconto     |
| 1997        | Hungaroring   | Jacques Villeneuve | Williams-Renault    | Resoconto     |
| 1998        | Hungaroring   | Michael Schumacher | Ferrari             | Resoconto     |
| 1999        | Hungaroring   | Mika Häkkinen      | McLaren-Mercedes    | Resoconto     |
| 2000        | Hungaroring   | Mika Häkkinen      | McLaren-Mercedes    | Resoconto     |
| 2001        | Hungaroring   | Michael Schumacher | Ferrari             | Resoconto     |
| 2002        | Hungaroring   | Rubens Barrichello | Ferrari             | Resoconto     |
| 2003        | Hungaroring   | Fernando Alonso    | Renault             | Resoconto     |
| 2004        | Hungaroring   | Michael Schumacher | Ferrari             | Resoconto     |
| 2005        | Hungaroring   | Kimi Räikkönen     | McLaren-Mercedes    | Resoconto     |
| 2006        | Hungaroring   | Jenson Button      | Honda               | Resoconto     |
| 2007        | Hungaroring   | Lewis Hamilton     | McLaren-Mercedes    | Resoconto     |
| 2008        | Hungaroring   | Heikki Kovalainen  | McLaren-Mercedes    | Resoconto     |
| 2009        | Hungaroring   | Lewis Hamilton     | McLaren-Mercedes    | Resoconto     |
| 2010        | Hungaroring   | Mark Webber        | Red Bull-Renault    | Resoconto     |
| 2011        | Hungaroring   | Jenson Button      | McLaren-Mercedes    | Resoconto     |
| 2012        | Hungaroring   | Lewis Hamilton     | McLaren-Mercedes    | Resoconto     |
| 2013        | Hungaroring   | Lewis Hamilton     | Mercedes            | Resoconto     |
| 2014        | Hungaroring   | Daniel Ricciardo   | Red Bull-Renault    | Resoconto     |
| 2015        | Hungaroring   | Sebastian Vettel   | Ferrari             | Resoconto     |
| 2016        | Hungaroring   | Lewis Hamilton     | Mercedes            | Resoconto     |
| 2017        | Hungaroring   | Sebastian Vettel   | Ferrari             | Resoconto     |
| 2018        | Hungaroring   | Lewis Hamilton     | Mercedes            | Resoconto     |
| 2019        | Hungaroring   | Lewis Hamilton     | Mercedes            | Resoconto     |
| 2020        | Hungaroring   | Lewis Hamilton     | Mercedes            | Resoconto     |
| 2021        | Hungaroring   | Esteban Ocon       | Alpine-Renault      | Resoconto     |
| 2022        | Hungaroring   | Max Verstappen     | Red Bull-RBPT       | Resoconto     |
| 2023        | Hungaroring   | Max Verstappen     | Red Bull-Honda RBPT | Resoconto     |
| 2024        | Hungaroring   | Oscar Piastri      | McLaren-Mercedes    | Resoconto     |
| 2025        | Hungaroring   | Lando Norris       | McLaren-Mercedes    | Resoconto     |

## Statistiche
Le statistiche si riferiscono alle sole edizioni valide per il campionato del mondo di Formula 1 e sono aggiornate al Gran Premio d'Ungheria 2025.

### Vittorie per pilota
| Pos. | Pilota             | Vittorie |
| ---- | ------------------ | -------- |
| 1    | Lewis Hamilton     | 8        |
| 2    | Michael Schumacher | 4        |
| 3    | Ayrton Senna       | 3        |
| 4    | Nelson Piquet      | 2        |
| =    | Damon Hill         | 2        |
| =    | Jacques Villeneuve | 2        |
| =    | Mika Häkkinen      | 2        |
| =    | Jenson Button      | 2        |
| =    | Sebastian Vettel   | 2        |
| =    | Max Verstappen     | 2        |

### Vittorie per costruttore
| Pos. | Costruttore | Vittorie |
| ---- | ----------- | -------- |
| 1    | McLaren     | 13       |
| 2    | Williams    | 7        |
| =    | Ferrari     | 7        |
| 4    | Mercedes    | 5        |
| 5    | Red Bull    | 4        |
| 6    | Benetton    | 1        |
| =    | Renault     | 1        |
| =    | Honda       | 1        |
| =    | Alpine      | 1        |

### Vittorie per motore
| Pos. | Motore        | Vittorie |
| ---- | ------------- | -------- |
| 1    | Mercedes      | 15       |
| 2    | Renault       | 9        |
| 3    | Ferrari       | 7        |
| 4    | Honda         | 6        |
| 5    | Ford-Cosworth | 1        |
| =    | RBPT          | 1        |
| =    | Honda RBPT    | 1        |

### Pole position per pilota
| Pos. | Pilota             | Pole |
| ---- | ------------------ | ---- |
| 1    | Lewis Hamilton     | 9    |
| 2    | Michael Schumacher | 7    |
| 3    | Ayrton Senna       | 3    |
| =    | Sebastian Vettel   | 3    |
| 5    | Riccardo Patrese   | 2    |
| =    | Mika Häkkinen      | 2    |
| =    | Fernando Alonso    | 2    |
| =    | Nico Rosberg       | 2    |
| 9    | Nigel Mansell      | 1    |
| =    | Thierry Boutsen    | 1    |
| =    | Alain Prost        | 1    |
| =    | Damon Hill         | 1    |
| =    | Rubens Barrichello | 1    |
| =    | Kimi Räikkönen     | 1    |
| =    | Max Verstappen     | 1    |
| =    | George Russell     | 1    |
| =    | Lando Norris       | 1    |
| =    | Charles Leclerc    | 1    |

### Pole position per costruttore
| Pos. | Costruttore | Pole |
| ---- | ----------- | ---- |
| 1    | McLaren     | 9    |
| =    | Ferrari     | 9    |
| =    | Mercedes    | 9    |
| 4    | Williams    | 6    |
| 5    | Red Bull    | 3    |
| 6    | Renault     | 2    |
| 7    | Lotus       | 1    |
| =    | Benetton    | 1    |

### Pole position per motore
| Pos. | Motore        | Pole |
| ---- | ------------- | ---- |
| 1    | Mercedes      | 16   |
| 2    | Renault       | 10   |
| 3    | Ferrari       | 9    |
| 4    | Honda         | 4    |
| 5    | Ford-Cosworth | 1    |

### Giri veloci per pilota
| Pos. | Pilota             | GPV |
| ---- | ------------------ | --- |
| 1    | Michael Schumacher | 4   |
| =    | Kimi Räikkönen     | 4   |
| 3    | Nelson Piquet      | 2   |
| =    | Alain Prost        | 2   |
| =    | Nigel Mansell      | 2   |
| =    | Damon Hill         | 2   |
| =    | Mika Häkkinen      | 2   |
| =    | Felipe Massa       | 2   |
| =    | Mark Webber        | 2   |
| =    | Sebastian Vettel   | 2   |
| =    | Daniel Ricciardo   | 2   |
| =    | Max Verstappen     | 2   |
| =    | Lewis Hamilton     | 2   |
| =    | George Russell     | 2   |

### Giri veloci per costruttore
| Pos. | Costruttore | GPV |
| ---- | ----------- | --- |
| 1    | Williams    | 9   |
| =    | Ferrari     | 9   |
| 3    | Red Bull    | 8   |
| 4    | McLaren     | 6   |
| 5    | Mercedes    | 5   |
| 6    | Jordan      | 1   |
| =    | Benetton    | 1   |
| =    | AlphaTauri  | 1   |

### Giri veloci per motore
| Pos. | Motore        | GPV |
| ---- | ------------- | --- |
| 1    | Renault       | 11  |
| 2    | Ferrari       | 9   |
| =    | Mercedes      | 9   |
| 4    | Honda         | 6   |
| 5    | Ford-Cosworth | 2   |
| 6    | BMW           | 1   |
| =    | TAG Heuer     | 1   |
| =    | Honda RBPT    | 1   |

### Podi per pilota
| Pos. | Pilota             | Podi |
| ---- | ------------------ | ---- |
| 1    | Lewis Hamilton     | 12   |
| 2    | Kimi Räikkönen     | 9    |
| 3    | Ayrton Senna       | 7    |
| =    | Michael Schumacher | 7    |
| =    | Sebastian Vettel   | 7    |
| 6    | Damon Hill         | 5    |
| =    | David Coulthard    | 5    |
| =    | Fernando Alonso    | 5    |
| 9    | Nigel Mansell      | 4    |
| =    | Max Verstappen     | 4    |

### Podi per costruttore
| Pos. | Costruttore | Podi |
| ---- | ----------- | ---- |
| 1    | McLaren     | 27   |
| 2    | Ferrari     | 26   |
| 3    | Williams    | 18   |
| 4    | Red Bull    | 14   |
| 5    | Mercedes    | 14   |
| 6    | Benetton    | 6    |
| 7    | Lotus       | 5    |
| 8    | Renault     | 2    |
| =    | Toyota      | 2    |
| =    | BMW-Sauber  | 2    |

### Podi per motore
| Pos. | Motore        | Podi |
| ---- | ------------- | ---- |
| 1    | Mercedes      | 33   |
| 2    | Renault       | 28   |
| 3    | Ferrari       | 26   |
| 4    | Honda         | 14   |
| 5    | Ford-Cosworth | 5    |
| 6    | BMW           | 4    |
| 7    | Toyota        | 2    |
| =    | Honda RBPT    | 2    |
| 9    | TAG Porsche   | 1    |
| =    | Petronas      | 1    |
| =    | Yamaha        | 1    |
| =    | Mecachrome    | 1    |
| =    | TAG Heuer     | 1    |
| =    | RBPT          | 1    |

### Punti per pilota
| Pos. | Pilota             | Punti |
| ---- | ------------------ | ----- |
| 1    | Lewis Hamilton     | 286   |
| 2    | Sebastian Vettel   | 170   |
| 3    | Fernando Alonso    | 153   |
| 4    | Kimi Räikkönen     | 135   |
| 5    | Max Verstappen     | 134   |
| 6    | Daniel Ricciardo   | 71    |
| 7    | Lando Norris       | 69    |
| 8    | Jenson Button      | 66    |
| 9    | Michael Schumacher | 65    |
| 10   | Carlos Sainz Jr.   | 63    |

### Punti per costruttore
| Pos. | Costruttore | Punti |
| ---- | ----------- | ----- |
| 1    | Ferrari     | 474   |
| 2    | McLaren     | 436   |
| 3    | Red Bull    | 383   |
| 4    | Mercedes    | 350   |
| 5    | Williams    | 200   |
| 6    | Lotus       | 85    |
| 7    | Renault     | 43    |
| =    | Alpine      | 43    |
| 9    | Benetton    | 40    |
| 10   | Toro Rosso  | 38    |

### Punti per motore
| Pos. | Motore        | Punti |
| ---- | ------------- | ----- |
| 1    | Mercedes      | 745   |
| 2    | Ferrari       | 519   |
| 3    | Renault       | 480   |
| 4    | Honda         | 225   |
| 5    | Honda RBPT    | 94    |
| 6    | BMW           | 51    |
| 7    | TAG Heuer     | 47    |
| 8    | Ford-Cosworth | 42    |
| 9    | Toyota        | 38    |
| 10   | RBPT          | 35    |